# 矢幡洋
矢幡 洋（やはた よう、1958年1月3日 - ）は、臨床心理士、ライター、コメンテーター。

## 経歴
1958年東京生まれ。京都大学文学部哲学科を卒業。名護浦和相談室(1984年 - 1991年)、明治生命厚生事業団ウェルネス開発グループ（1993年 - 1999年）などを経て、矢幡心理教育研究所（1999年 - ）。2004年、第5回菊田・クリミノロジー奨励賞受賞。千葉大学・東洋大学・西武文理大学などの非常勤講師。2017年、東京大学大学院情報学環・学際情報学府修士課程を修了。
2000年には既に解決志向セラピー（ソリューションフォーカストアプローチ）の優位性を説いており、専門分野のひとつとしている。
2000年に起こった西鉄バスジャック事件に関し、町沢静夫が『論座』2000年7月号において、母子関係に原因があったと論じた ことに反論し、同誌10月号において、町沢静夫が犯人の少年を医療保護入院としたことが凶行に及ぶ動機を強める結果となったとして、これを批判した。
2003年、『危ない精神分析―マインドハッカーたちの詐術』を著し、ジュディス・ハーマンが導いた記憶回復療法が偽の幼少期の被虐待記憶を植えつけているとして、これを批判した。
2005年、香山リカに対して、「解離」「境界例」の濫発であるとして批判した。
宮沢賢治やアントワーヌ・ド・サン＝テグジュペリといった作家の心理や、神戸連続児童殺傷事件、ドクター・キリコ事件、文京区幼女殺人事件、西鉄バスジャック事件、秋葉原通り魔事件などの犯罪心理を扱った書籍、心理学に関する一般書を執筆している。
「中程度の自閉症」を抱える一人娘の療育を綴った『数字と踊るエリ 娘の自閉症をこえて』は、第33回講談社ノンフィクション賞の最終候補になったが受賞は逃している。
著書『病み上がりの夜空に』では日刊ゲンダイに「娘の療育記録であると同時に、決して外からはうかがい知れない家族の苦闘を赤裸々に描いたノンフィクション。興味深いのは夫、妻それぞれの目から見た日常、そして心情を吐露している点だ。」と紹介されており、矢幡はインタビューに「愛情があれば子供の障害を受け止められるはず、という母親信仰が横行していますが、そんなのは第三者のたわ言であり、道徳や子供をダシにした脅しですよ。僕らは世間が期待する美しい家族像なんて演じません。この本は、家族を取り巻く美しすぎる言葉を蹴散らす、渾身のパンチでもあるんです」と語っている。
コメンテーターとしては、酒井法子、佐村河内守、小保方晴子 などの心理分析をコメントしている。バラエティ番組にも出演している。

## 著書
- 『「賢治」の心理学―献身という病理』彩流社、1996年6月。ISBN 978-4882024101。
- 『宮沢賢治の教育論―学校・技術・自然 (朝文社百科シリーズ)』朝文社、1998年3月。ISBN 978-4886951434。
- 『少年Aの深層心理―「透明な存在」の言説分析』青弓社、1998年9月。ISBN 978-4787231543。
- 『Dr.キリコの贈り物』河出書房新社、1999年1月。ISBN 978-4309012841。
- 『「星の王子さま」の心理学―永遠の少年か、中心気質者か』大和書房、2000年4月。ISBN 978-4479750437。
- 『窒息する母親たち―春奈ちゃん事件の心理ファイル』毎日新聞社、2000年5月。ISBN 978-4620314419。
- 『少年犯罪の深層心理』青弓社、2001年5月。ISBN 978-4787231840。
- 『殺人者の精神科学』春秋社、2002年5月。ISBN 978-4393332139。
- 『立ち直るための心理療法』筑摩書房、2002年6月。ISBN 978-4480059482。
- 『アイドル政治家症候群―慎太郎、真紀子、康夫、純一郎に惹かれる心理』中央公論新社、2003年1月。ISBN 978-4121500748。
- 『危ない精神分析―マインドハッカーたちの詐術』亜紀書房、2003年7月。ISBN 978-4750503042。
- 『疲れた看護師の「つらい思い」がやわらぐ本―あなたと同僚の不安を癒す17の処方箋』日総研出版、2004年2月。
- 『自分で決められない人たち (中公新書ラクレ)』中央公論新社、2004年9月。ISBN 978-4121501493。
- 『依存性パーソナリティ障害入門』日本評論社、2004年10月。ISBN 978-4535562189。
- 『サディスティックな人格―身のまわりにいるちょっとアブナイ人の心理学』春秋社、2004年11月。ISBN 978-4393332276。
- 『マゾヒスティックな人格―敗者復活する人と敗者のまま終わる人の心理学』春秋社、2005年4月。ISBN 978-4393332306。
- 『自己愛上司があなたを悩ます (新書y)』洋泉社、2005年5月。ISBN 978-4896919172。
- 『働こうとしない人たち - 拒絶性と自己愛性 (中公新書ラクレ)』中央公論新社、2005年5月。ISBN 978-4121501783。
- 『ヒルズ系IT起業家 堀江・三木谷・孫 成功のメンタリティー』新講社、2005年10月。ISBN 978-4860810924。
- 『ナルシスティックな人格』春秋社、2005年10月。ISBN 978-4393332436。
- 『「うつ」になる3つの性格―こんなあなたがなりやすい!』学陽書房、2005年11月。ISBN 978-4313860209。
- 『とにかく目立ちたがる人たち (平凡社新書)』平凡社、2006年1月。ISBN 978-4582853063。
- 『「バトルロワイアル」から学ぶ教室の心理学』太田出版、2006年4月。ISBN 978-4778310110。
- 『平気で他人の心を踏みにじる人々―反社会性人格障害とは何か』春秋社、2006年5月。ISBN 978-4393332498。
- 『マジ切れする人 逆切れする人 ―サドの意地悪、マゾのグチと共生するために』講談社、2006年6月。ISBN 978-4062723817。
- 『あなたの話は、なぜまわりくどいか (中公新書ラクレ)』中央公論新社、2006年7月。ISBN 978-4121502216。
- 『ノリのよすぎる男と他人に踊らされる女―演技性人格障害とは何か』春秋社、2006年9月。ISBN 978-4393332627。
- 『困った上司、はた迷惑な部下 組織にはびこるパーソナリティ障害 (PHP新書)』PHP研究所、2007年1月。ISBN 978-4569659930。
- 『成功する人しない人―性格別適性進路の判定法』ライオン社、2007年4月。ISBN 978-4844064039。
- 『心理療法 (雑学3分間ビジュアル図解シリーズ)』PHP研究所、2007年6月。ISBN 978-4569658520。
- 『凶悪殺人と「超能力者」たち―スキゾタイパル人格障害とは何か』青弓社、2007年11月。ISBN 978-4787232793。
- 『マシーン福田、マゾ麻生、サプライズ小沢―政治家の精神構造を分析する』青弓社、2007年12月。ISBN 978-4787232823。
- 『パーソナリティ障害 (講談社選書メチエ)』講談社、2008年6月。ISBN 978-4062584142。
- 『無差別殺人と妄想性パーソナリティ障害―現代日本の病理に迫る』彩流社、2008年10月。ISBN 978-4779113741。
- 『もしかして自閉症? (PHP新書)』PHP研究所、2008年11月。ISBN 978-4569700441。
- 『「S」と「M」の人間学 (祥伝社新書142)』祥伝社、2009年1月。ISBN 978-4396111427。
- 『どうしても人の気持ちがわからない男たち 自己愛男の見分け方』草思社、2009年10月。ISBN 978-4794217332。
- 『怪しいPTSD―偽りの記憶事件 (中公文庫)』中央公論新社、2010年1月。ISBN 978-4122052710。
- 『数字と踊るエリ 娘の自閉症をこえて』講談社、2011年4月。ISBN 978-4062169158。
- 『病み上がりの夜空に』講談社、2014年7月。ISBN 978-4062190015。
- 『自閉症児のことばを育てる発達アプローチ〜ことばの6ステージ・特徴の理解と逆転の支援〜』ぶどう社、2023年10月。ISBN 978-4892402562。

## 論文
- 「認知と「からだ」の役割--アクション・システム理論の視座 (スポーツと認知〈特集〉)」『体育の科学』第44巻第12号、1994年12月、971-975頁、NAID 40002274759。
- 「IIF-9 ダンス・ムーブメント療法の心身症への適応事例 : 心理検査にみるその効果(心身医学的治療II)」『心身医学』第35号、1995年5月、189頁、NAID 110001111550。
- 「希望の回復--カウンセリングの役割」『児童心理』第1号、1996年1月、115-118頁、NAID 40001594533。
- 「だらしなさがまき起こす祝祭--『長くつしたのピッピ』にみる子どもの自立 (特集 だらしのない子)」『児童心理』第2号、1997年2月、252-256頁、NAID 40001597604。
- 「宮沢賢治の生涯学習と心の健康--賢治が見た学校教育の限界と羅須地人協会活動 (特集 こころの健康学習と地域社会)」『社会教育』第11号、1998年11月、28-30頁、NAID 40001640823。
- 「ホリスティック医学の現状(3)ホリスティック医学の基本的な考え方」『官公労働』第11号、1998年11月、32-35頁、NAID 40000541509。
- 「ホリスティック医学の現状(4)ボディーワークにみる自然治癒力--操体法とセンサリ-・アウェアネスを例に」『官公労働』第12号、1998年12月、32-35頁、NAID 40000541515。
- 「ホリスティック医学の現状(5)ホリスティック医学と人間関係」『官公労働』第1号、1999年1月、32-35頁、NAID 40000539980。
- 「「佐賀バスジャック事件」報道とアンケート調査結果--佐賀現地取材をふまえて (特集 報道機関へのアンケート調査報告を読んで)」『日本精神病院協会雑誌』第19巻第12号、2000年、8-11頁、NAID 40004413383。
- 「強すぎる母--娘関係に生じる問題 (特集 自立する親と子)」『児童心理』第54巻第1号、2000年1月、28-33頁、NAID 40001598300。
- 「医療・福祉のキーパーソン 個人の可能性認める社会実現のため「解決志向セラピー」の普及めざす」『ばんぶう』第230号、2000年8月、10-13頁、NAID 40004614981。
- 「佐賀バスジャック事件を検証する 親子はどこまで向き合っていたのか--両親は「心の専門家」を過信していたのかもしれない」『論座』第65号、2000年10月、54-63頁、NAID 40005181668。
- 「臨床心理士が見た少年の内面と精神医療 現地で読み解く佐賀バスジャック事件」『創』第30巻第10号、2000年11月、108-115頁、NAID 40002470791。
- 「佐賀「バスジャック」両親の手記をどう読むか (特集 家族はどうなっているのか?)」『世界』第684号、2001年2月、84-91頁、NAID 40002111808。
- 「大分一家六人殺傷事件の心理ファイル 何が少年を殺人へと追いつめたのか」『中央公論』第116巻第3号、2001年3月、206-213頁、NAID 40002403755。
- 「少年の「心の闇」を探るのは不毛だ--心理療法至上主義を批判する」『論座』第73号、2001年6月、136-143頁、NAID 40002403755。
- 「「情報リーダー」型母親の陥穽--春菜ちゃん事件と佐賀バスジャック事件にみる破壊性--母親たちに見られる情報強迫傾向。「バスジャック」はその極限的結末ではなかったか」『中央公論』第116巻第7号、2001年7月、129-136頁、NAID 40002403924。
- 「医療現場から見た精神障害と犯罪--宅間容疑者と精神医学の混迷」『論座』第75号、2001年8月、142-149頁、NAID 40005182057。
- 「触法精神障害者問題の真っ当な対案を考える--与党「司法精神医療審判所」案批判」『論座』第78号、2001年11月、100-107頁、NAID 40005182167。
- 「「心理療法帝国主義」を憂慮する--期待先行で領域広げるものの「専門家」としての力量に疑問」『ばんぶう』第250号、2002年3月、66-68頁、NAID 40004615528。
- 「効くカウンセリング・効かないカウンセリング (特集 カウンセリングの謎)」『草思』第5巻第12号、2004年2月、3-13頁、NAID 40006782110。
- 「暗さ志向 ネオ・マゾヒズムに走る若者たち--リストカット・ゴスロリ・ムック (特集 私たちは若い世代を「育てている」か)」『世界』第723号、2004年2月、173-181頁、NAID 40006056773。
- 「フェミニストも一緒に神輿を担いだのではなかったか--信田さよ子氏「記憶をどうとらえるか」に反論する」『論座』第105巻第236-243号、2004年2月、NAID 40006052194。
- 宮崎哲弥、矢幡洋「「心的外傷(トラウマ)」を弄ぶ、危険なカウンセリング--宮崎哲弥 評論家 矢幡洋 臨床心理士」『諸君』第36巻第2号、2004年2月、120-134頁、NAID 40006034795。
- 「菊田クリミノロジー奨励賞を受賞して (第5回 菊田・クリミノロジー賞)」『全国犯罪・非行協議会機関誌』第30巻第103号、2004年4月、51-57頁、NAID 40006334884。
- 「「精神医学の神様」中井久夫への訣別状」『諸君』第36巻第5号、2004年5月、184-192頁、NAID 40006136907。
- 「ヒストリオニクスの時代 『蹴りたい背中』にみる若者世代の集団文化 (『芥川賞』現象を斬る)」『中央公論』第119巻第6号、2004年6月、198-203頁、NAID 40006180170。
- 「加害女児を心理分析する 集団の中で増幅する少女のサディズム (特集 佐世保小6殺人事件 11歳の"殺意"に迫る)」『中央公論』第119巻第8号、2004年8月、58-63頁、NAID 40006291728。
- 「田中康夫知事の支持率はなぜ全国最低になったのか」『諸君』第36巻第10号、2004年10月、170-180頁、NAID 40006404085。
- 「香山リカ--「解離」「境界例」の歯止めなき暴走 (特集 言論界の"善男善女"--新聞、テレビでお馴染みのオピニオン・リーダーたちのご立派な言論を徹底批判する)」『諸君』第37巻第3号、2005年3月、193-199頁、NAID 40006607274。
- 「精神医療は向精神薬依存を作っているか? (特集 ドラッグ汚染)」『草思』第6巻第6号、2005年6月、13-20頁、NAID 40006782346。
- 「下手なほめ方・下手な叱り方 (特集 しつけの上手な親・下手な親)」『児童心理』第59巻第13号、2005年9月、1181-1185頁、NAID 40006794168。
- 「雨宮処凛 問題提起は鋭いが、結局、同じパターンの繰り返し (特集 「引き潮」のカリスマ)」『諸君』第40巻第12号、2008年12月、128-130頁、NAID 40016296718。
- 「軽度の自己愛性傾向 (特集 鳩山総理を精神分析)」『WiLL』第67号、2010年7月、45-49頁、NAID 40017106000。
- 「自閉症のコミュニケーション不全の解明に認知言語学は寄与しうるか」『日本認知言語学会論文集』第11号、2011年1月、504-511頁、NAID 40019632146。

## 出演
- 「ナカイの窓」1年目レギュラー（ココロジスト）(2012年、日本テレビ）
- 「有吉ゼミ」1～2年目レギュラー（コメンテーター）(2013年、日本テレビ）
- 「NONFIX」貧乏心理学者の幸福論 ―ギリギリ家族の生きる道―（2016年11月9日、フジテレビ）[27]
- 「アウトデラックス」（2017年5月11日、フジテレビ）